# Weil ich ein Dicker bin
Weil ich ein Dicker bin ist ein Dokumentarfilm des DEFA-Studios für Dokumentarfilme von Christiane Hein aus dem Jahr 1989.

## Handlung
Ein Bus mit Kindern ist unterwegs in das Diät-Sanatorium Weißbach. Die Kinder haben eines gemeinsam, sie sind zu dick und einer von ihnen ist der siebenjährige Robert Becher. Alle sagen, die Dicken essen zu viel, doch ganz so einfach ist das nicht. Der Film soll dazu beitragen, dass Kinder wie Robert besser verstanden werden. An einem Sonntag, die Kinder bleiben an diesem Tag im Bett und bekommen nur Saft zu trinken, erzählt Robert, weshalb er so dick geworden ist. Es lag eigentlich nur daran, dass er bei seiner Mutti und bei seinem Opa immer zu viel gegessen hat. Die Heimleiterin erklärt den Kindern, dass sie in den sechs Wochen Kuraufenthalt lernen sollen, weniger zu essen und sich mehr zu bewegen. Die Waage bei der ersten Untersuchung zeigt für Robert 42,8 kg an und bei der Entlassung wiegt er 36,4 kg. Wieder zu Hause angekommen möchte er noch die weiteren 4,6 kg bis zu seinem Normalgewicht abnehmen, was er aber nur mit der Unterstützung seiner Eltern schaffen kann.
Robert geht in die erste Klasse einer Polytechnischen Oberschule in Erfurt. Da er schon seit seiner frühesten Kindheit übermäßig dick ist, hat er deshalb auch Probleme mit anderen Kindern, die verstärkt auftreten, seit er zur Schule geht. Er wird von den anderen Kindern oft abgelehnt und gehänselt. Das hat nach seinem Kuraufenthalt nachgelassen, aber ganz aufgehört hat es nicht. Auch findet er selten Freunde, die mit ihm spielen wollen.
Roberts Großeltern und seine Tante wohnen in Schwerstedt, einem Dorf in der Nähe von Erfurt. Er fährt gern häufig dorthin, denn seine Tante mag er. Auch kann er auf dem Bauernhof seiner Großeltern mithelfen, was ihm große Freude bereitet. Bei einem solchen Besuch stellt ihn der Großvater auf die Waage. Das Ergebnis, mit Sachen: über 40 kg.

## Produktion und Veröffentlichung
Weil ich ein Dicker bin wurde unter dem Arbeitstitel Dicke Kinder auf ORWO-Color gedreht und hatte im Februar 1989 seine erste nachweisbare Aufführung während des VI. Nationalen Kinderfilmfestivals Goldener Spatz in Gera.

## Kritik
Nach Einschätzung von Birgid Galle im Neuen Deutschland ging der Film nach ihrem Empfinden etwas zu oberflächlich mit dem Dargestellten um. Das Thema wurde nur abbildhaft und unscharf umgesetzt und es fehlte ihr dabei ein erkennbarer Autorenstandpunkt.